# X Fornacis
X Fornacis är en halvregelbunden variabel av SRB-typ i stjärnbilden Ugnen.
Stjärnan har visuell magnitud +8,68 och varierar i amplitud med 0,37 magnituder och en period som uppskattas till 76 dygn.